# 荣先祠
荣先祠是位于中华人民共和国福建省三明市三元区、供奉列东魏氏先人魏任的清代宗祠，祠堂原址在列东街，1986年迁址至列西街道正顺庙北侧，后作为三明市博物馆的一个展厅对外开放。1991年，荣先祠入选三明市第二批文物保护单位。

## 历史
三明列东的魏氏发源于巨鹿郡，东晋时，随着朝廷南迁，魏氏始祖魏宗生在此时进入福建。唐代时，他的后人迁往沙县（今三元区境内），数代后历经辗转定居历东（今属列东街道）。北宋元丰五年（1082年），考中进士的魏氏二十三世孙魏任在自家房舍东侧建造了“荣先祠”，作为供奉祖先（即定居历东的魏氏十九世孙魏春）的家庙。
清朝同治十年（1871年），魏氏后人在列东前巷重新修建宗祠。1986年，为进行梅列旧城改造，三明市文物部门将荣先祠整体搬迁到列西街道的正顺庙北侧，并纳入正顺庙的文物保护范围之中，成为三明市博物馆的附属馆舍之一。1991年，荣先祠入选为三明市第二批文物保护单位。1994年5月，荣先祠一度遭暴雨导致的洪灾损毁，经文物部门修缮后恢复原貌。2003年，三明市博物馆在荣先祠内设立《三明客家民俗风情展》，2012年市博物馆迁出搬入新馆，荣先祠在2016年后重新作为博物馆的展厅开放，内设《钟灵毓秀——三明历史名人基本陈列》展览。

## 建筑
荣先祠现建筑为清朝同治年间所建，建筑面积529平方米，平面呈长方形，坐北朝南，有前廊、门厅、天井、左右回廊和正堂等结构，面阔五间、22米，进深一间、25米，前廊和门厅间设有饰以松竹梅菊，莲花牡丹图，鹿、牛、鹤、虎，以及“五鼠偷葡萄”等图案的五间隔扇门，门厅为抬梁式木构架，单檐歇山顶；两侧半敞开式的回廊亦为抬梁式木构，双坡顶。正堂高6米，为穿斗、抬梁式混合结构，单檐悬山顶，上方悬挂“荣先堂”烫金匾额，其他木质构成部分亦雕刻有鲤鱼、蛟龙、牡丹和莲花等精美的图案。